# 报春茜
报春茜（学名：Leptomischus primuloides）为茜草科报春茜属下的一个种。

## 扩展阅读
- 維基物種上的相關：报春茜